# Opius uvarovi
Opius uvarovi (лат.) — вид паразитических наездников рода Opius из семейства Braconidae (Opiinae). Россия (Ставропольский край). Мелкие наездники (длина около 2 мм). От близких видов отличается следующими признаками: тело чёрное (ноги светлее), щитик в задней части морщинистый, матовый, но посредине гладкий; грудь короткая (в 1,2 раза больше высоты); первый тергит морщинистый. В усиках 31 членик. Паразитоиды. Предположительно, как и у других представителей своего рода, их хозяевами служат мухи семейства Agromyzidae. Вид был впервые описан в 1986 году российским энтомологом Владимиром Ивановичем Тобиасом (Санкт-Петербург, Россия). Включён в состав подрода Allotypus.